# Moulin de la Chappe
Pour les articles homonymes, voir Chappe.
Le moulin de la Chappe est un moulin hydraulique situé sur le cours de la rivière Auron à Bourges en France .

## Localisation
Le moulin est situé dans le département français du Cher sur la rivière de l'Auron, un affluent de rive droite du Cher, au début du canal de Berry.

## Historique
L'existence du moulin de la Chappe est attestée en 1241 sous l'appellation de « Charasse » ou « Charosses » car il était situé sur une voie romaine carrossable au niveau d'un pont aujourd'hui disparu recouvert d'une chape. Il y avait jusqu'à quatre moulins sur l'Auron mais celui de la Chappe est aujourd'hui le seul en activité. Après une inondation, le moulin fut reconstruit en 1428, par ses propriétaires, les chanoines de la Sainte-Chapelle de Bourges. L'une des vannes par lesquelles le moulin contrôlait le courant qui alimentait la roue, porte la date de 1441.
Au XVIIIe siècle, entre le bâtiment du moulin et la rive droite, ont été construits un radier en équerre, constitué de dalles de pierres et un pont qui reliait le moulin à la ville. Un déversoir bâti en 1818, haussé en 1828 puis entièrement reconstruit en béton en 1873, fut posé sur le radier. La rivière qui s'élargit légèrement devant le barrage, y retombe 1,20 m ou 1,40 m plus bas selon les étiages. La traversée de Bourges par le canal de Berry en 1832 et la création d'un port de marchandises modifièrent les lieux. 
L’ensemble des bâtiments anciens du moulin de la Chappe et les ouvrages hydrauliques qui lui sont associés tels que la roue, les organes de régulation extérieurs, les vannes motrices et de décharge ainsi que leurs canaux, les seuils constitués du déversoir posé en 1818 sur un radier en équerre du 18e siècle, sont inscrits au titre des monuments historiques par arrêté du 9 février 2022.